# Utricularia adamsii
Utricularia adamsii — вид рослин із родини пухирникових (Lentibulariaceae).

## Біоморфологічна характеристика
Це плавуча досить невелика рослина. Стебла плавають у воді з мутовками червоного або зеленого листя, діаметр яких досягає ≈ 4 см. Для підтримки суцвіття вид вирощує надуту конструкцію, яка плаває на поверхні води. Квітки приблизно 1 см завдовжки і забарвлені в жовтий колір. Верхня віночкова губа округла, прямостояча, часто злегка закрита. Нижня віночкова губа закруглена і розширена вперед, з помітною цибулинною областю піднебіння. Червоні смуги присутні на піднебінні та верхній віночковій губі. Шпора довша за нижню губу віночка й висунута вперед під губу. 

## Середовище проживання
Зростає у тропічній Австралії від Північної території до Квінсленду.
Росте у неглибоких водах чи в сезонно затоплюваних місцях.